# 村井政也
村井 政也（むらい まさや、1944年〈昭和19年〉11月17日 - ）は、日本の政治家、元広島県三次市長（1期）。

## 来歴
広島県出身。関西学院大学法学部卒。1979年三次市議会議員に当選、市議を7期務める。2004年合併により三次市議を失職する。2008年の三次市長選挙に立候補し、現職の吉岡広小路を破り当選する。2011年、公職選挙法違反が発覚、書類送検され、裁判所から罰金の略式命令を受けたことにより市長を辞職した。